# 브레이브하트
《브레이브하트》(Braveheart)는 1995년 미국에서 만든 멜 깁슨 감독의 전쟁 휴먼 드라마 영화이다. 깁슨은 에드워드 1세에 대항하여 스코틀랜드 독립 전쟁에서 스코틀랜드를 이끈 13세기 후반의 스코틀랜드 전사 윌리엄 월리스를 연기한다. 이 영화에는 소피 마르소, 패트릭 맥구언, 캐서린 맥코맥도 출연한다. 이 이야기는 블라인드 해리의 15세기 서사시 일러스트르와 밸리언 캄피운 쉬르 윌리엄 월리스에서 영감을 받았으며 랜달 월리스에 의해 영화화되었다.
1995년 5월 24일에 개봉한 《브레이브하트》는 액션, 드라마, 로맨스로 찬사를 받았지만 수많은 역사적 일탈로 비판을 받았다. 그럼에도 불구하고, 이 영화는 비평적으로나 상업적으로나 성공적이었다. 《브레이브하트 2》는 2019년 6월 28일 개봉되었고 앵거스 맥페이든은 그의 역할을 다시 맡았다.

## 줄거리
1280년, "롱섕크스"로 알려진 에드워드 1세는 스코틀랜드 국왕이 후사 없이 사망하자 스코틀랜드를 정복한다. 어린 윌리엄 월리스는 롱섕크스가 여러 스코틀랜드 귀족을 처형하는 모습을 목격하고, 이어 아버지와 형제가 잉글랜드에 저항하다 목숨을 잃자 삼촌 아가일에게 길러지기 위해 고향을 떠난다. 몇 년 후, 롱섕크스는 귀족들에게 스코틀랜드의 토지와 특권을 부여하는데, 여기에는 초야권도 포함된다. 한편 그의 아들은 프랑스 공주 이사벨과 결혼한다. 그 사이 장성한 월리스는 고향으로 돌아와 어린 시절 친구 머론 맥클래너프와 비밀리에 결혼한다. 얼마 지나지 않아 월리스는 병사로부터 머론을 구하지만, 머론은 결국 붙잡혀 처형당한다. 이에 대한 보복으로 월리스와 지역 주민들은 주둔군을 전복시키고, 곧 반란이 확산된다. 롱섕크스는 프랑스에서 원정 중 아들에게 월리스를 막으라고 명령한다. 월리스는 왕자가 보낸 군대를 스털링에서 격파한 후 요크를 약탈하며 잉글랜드를 침공한다. 그는 또한 스코틀랜드 왕위 계승권자인 로버트 1세를 만난다.
잉글랜드로 돌아온 롱섕크스는 자신의 병력 이동에서 주의를 돌리기 위해 이사벨을 월리스와 협상하도록 보낸다. 월리스를 만난 이사벨은 그에게 반하고 롱섕크스의 계획을 경고한다. 월리스는 폴커크에서 롱섕크스와 맞붙는다. 전투 중에 귀족인 모네이와 로클란은 롱섕크스의 뇌물을 받고 철수하여 월리스의 군대가 압도당하게 된다. 월리스는 또한 로버트 1세가 롱섕크스에 합류했음을 알게 된다. 월리스가 탈출하도록 도운 후 로버트는 다시는 잘못된 편에 서지 않겠다고 맹세한다. 월리스는 배신한 모네이와 로클란을 죽이고 이사벨의 도움으로 암살 음모를 저지한다. 월리스와 이사벨은 다음 밤을 함께 보내고, 롱섕크스의 건강은 악화된다. 에든버러에서 열린 회의에서 월리스는 붙잡힌다. 월리스의 배신에 아버지의 역할이 있음을 깨달은 로버트는 아버지를 의절한다. 잉글랜드에서 월리스는 처형 선고를 받는다. 월리스와의 마지막 만남 후, 이사벨은 더 이상 말을 할 수 없는 롱섕크스에게 자신이 월리스의 아이를 임신했으므로 그의 혈통은 죽음과 함께 끝날 것이며 롱섕크스의 아들이 가능한 한 짧은 시간 동안 군주로 있을 것임을 확실히 하겠다고 말한다. 처형에서 월리스는 내장이 적출되는 동안에도 굴복하기를 거부한다. 판사는 월리스에게 자비를 구하고 빠른 죽음을 맞으라고 권유한다. 월리스는 대신 "자유!"라고 외치고, 롱섕크스는 사망한다. 참수당하기 전, 월리스는 군중 속에서 머론의 환영을 본다.
1314년, 현재 스코틀랜드 국왕인 로버트는 배넉번에서 잉글랜드와 맞서고, 월리스와 함께 싸웠듯이 자신과 함께 싸우라고 부하들에게 간청한다. 월리스의 검이 땅에 박히자 로버트는 스코틀랜드인들을 이끌고 최종 승리를 거둔다.

## 출연
- 멜 깁슨 - 윌리엄 월리스
- 소피 마르소 - 이자벨 공주
- 앵거스 맥페이든 - 로버트
- 캐서린 매코맥 - 머론
- 패트릭 맥구언 - 에드워드 1세
- 제임스 코스모 - 캠벨
- 브렌던 글리슨 - 해미시
- 토미 플래너건 - 모리슨
- 브라이언 콕스 - 아길 월리스
- 숀 롤러 (Sean Lawlor) - 맬컴 월리스
- 숀 맥긴리 (Sean McGinley) - 매클랜노
- 스티븐 빌링턴 (Stephen Billington) - 필립
- 데이비드 오하라 - 스티븐
- 피터 멀런 - 베터란
- 이언 배넌 - 로버트 브루스 시니어

## 한국판 성우진 (KBS, 2000년 1월 2일)
- 양지운 - 윌리엄 월리스(멜 깁슨)
- 송도영 - 이사벨라(소피 마르소)
- 이완호 - 로버트 아버지(이언 배넌) / 해설
- 김정호 - 말콤(숀 롤러)
- 이종구 - 할아버지
- 이근욱 - 술탄 경
- 문영래 - 큰아버지
- 유강진 - 롱 섕크(패트릭 맥구언)
- 이재용 - 보드론(지미 치솔름) / 병사 / 장군 / 요크성 성주
- 김환진 - 로버트 브루스(앵거스 맥페이든)
- 김익태 - 머론에게 추근대던 병사
- 한상덕 - 해비쉬(브렌던 글리슨)
- 오인성 - 필립(스티븐 빌링턴) / 신랑 / 병사
- 성창수 - 병사
- 서혜정 - 머론(캐서린 매코맥)
- 홍승섭 - 제자
- 강구한 - 스티븐(데이비드 오하라)
- 정옥주 - 어린 월리스(제임스 로빈슨)
- 오수경 - 이사벨라 시녀

## 개봉 및 반응
브레이브하트는 1995년 5월 18일 시애틀 국제 영화제에서 초연되었고, 6일 후 미국 영화관에서 널리 개봉되었다.

### 박스 오피스
개봉 주말에 《브레이브하트》는 미국에서 9,938,276 달러, 미국과 캐나다에서 7,560만 달러의 흥행 수익을 올렸다. 전 세계적으로 이 영화는 $210,409,945의 수익을 올렸고, 1995년의 13번째로 높은 수익을 올린 영화였다.